# 北馬里亞納群島地理

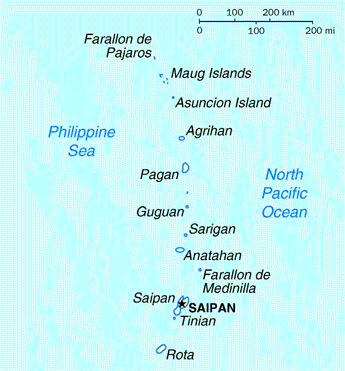
北馬里亞納群島地圖

北馬里亞納群島和關島共同構成了馬里亞納群島，其南部島嶼是石灰岩島嶼，北部島嶼則是火山島。金氏世界紀錄稱塞班島是世界氣候最溫和的島嶼。在1927年至1935年，塞班島的氣溫在19.6 °C（67.3 °F）至31.4 °C（88.5 °F）之間。